# آراز آرتینیان
آراز ورژ-آرمنی آرتینیان (ارمنی: Արազ Վրեժ-Արմենի Արթինյան زاده ۱۲ ژانویه ۱۹۷۴) یک فیلم‌ساز و مستندساز ارمنی‌تبار است. وی در مونترال، کبک متولد شد.
در سال ۱۹۹۹، او با آتوم اگویان به عنوان سرپژوهشگر در فیلم بلند سینمایی آرارات که برای اولین بار در جشنواره بین‌المللی فیلم کن ۲۰۰۲ به نمایش درآمد، همکاری کرد.
نسل‌کشی من (انگلیسی: The Genocide in Me) آخرین مستندی است که وی نوشت، فیلمبرداری کرد، و همچنین کارگردانی نمود.